# Oliver Hicks
Oliver Hicks (4 de enero de 2007) es un deportista británico que compite en tiro con arco, en la modalidad de arco desnudo. Ganó una medalla de plata en el Campeonato Europeo de Tiro con Arco en Sala de 2022, en la prueba individual.

## Palmarés internacional
| Campeonato Europeo en Sala | Campeonato Europeo en Sala | Campeonato Europeo en Sala | Campeonato Europeo en Sala |
| Año                        | Lugar                      | Medalla                    | Prueba                     |
| -------------------------- | -------------------------- | -------------------------- | -------------------------- |
| 2022                       | Laško (Eslovenia)          | Medalla de plata           | Individual                 |